# Вокзал Берна
Вокзал Берна (нем. Bahnhof Bern) — второй по величине железнодорожный вокзал Швейцарии (после Центрального вокзала Цюриха), расположенный в городе Берн. Является станцией Швейцарских федеральных железных дорог (SBB), железнодорожной компании «BLS AG» и узкоколейной железнодорожной сети «Regionalverkehr Bern-Solothurn» (RBS) — а также крупным узлом сети бернских пригородных поездов (S-Bahn).